# Afrikanische Lungenfische
Die Afrikanischen Lungenfische (Protopterus) sind eine Gattung in der Klasse der Lungenfische (Dipneusti). Zu dieser Gattung gehören aktuell (Stand: 2020) vier Arten und sieben Unterarten. Protopterus ist die einzige Gattung der Familie Protopteridae.

## Verbreitung

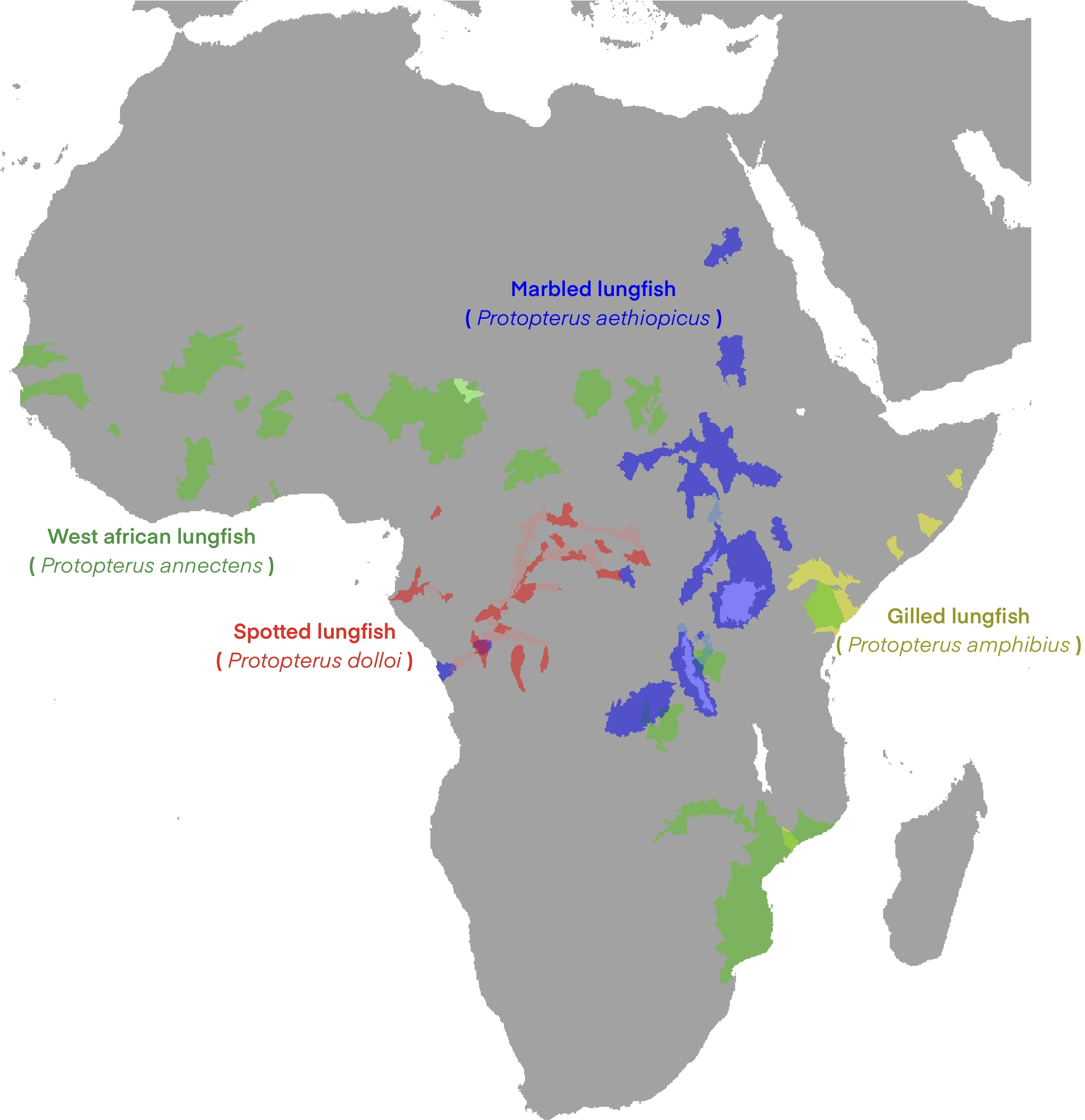
Die Verbreitungsgebiete der Arten der Afrikanischen Lungenfische

Afrikanische Lungenfische bewohnen bevorzugt die Randbereiche in tiefen Gewässern in Flüssen und Seen oder leben in Teichen mit niedrigem Sauerstoffgehalt. Andere Lebensräume sind kleine Bäche und Sümpfe. Das Verbreitungsgebiet des Äthiopischen Lungenfisches (Protopterus aethiopicus) ist in Zentralafrika und Ostafrika. An den Küstenregionen in Ostafrika lebt der Ostafrikanische Lungenfisch (Protopterus amphibius). Der Kongo-Lungenfisch (Protopterus dolloi) bewohnt Gewässer im Kongobecken und der Westafrikanische Lungenfisch (Protopterus annectens) lebt in Westafrika und Zentralafrika, wobei sich das Verbreitungsgebiet noch bis in den Süden zum Sambesistrom und zum Limpopostrom erstreckt.

## Merkmale
Die langgestreckten Körperformen sind mit weichen, zum Teil versenkten Schuppen versetzt. Die Tiere verfügen über eine durchgehende Rückenflosse, Schwanzflosse und Afterflosse. Anders als beim Australischen Lungenfisch, der nur einen Lungenflügel besitzt, verfügen sie über zwei Lungenflügel, die ventral am Vorderdarm liegen. Sie besitzen innere Kiemen, die jedoch stark zurückgebildet sind und so nicht für den Gasaustausch zur Verfügung stehen. Vorwiegend atmen sie durch die Haut und entnehmen so dem Wasser den Sauerstoff. Die Lungen werden nur beim schnellen Jagen, wenn sie aufgescheucht werden und während der Trockenzeit (Sommerschlaf) genutzt.

## Fortbewegung
Afrikanische Lungenfische bewegen sich im seichten Wasser oder bei der Nahrungssuche am Gewässerboden mit Hilfe ihrer paarigen Flossen kriechend voran. Dabei wechseln sich die paarigen Flossen ab. In mittleren Wasserschichten oder beim Luftholen schlängeln sie sich, ähnlich wie ein Aal, vorwärts.

## Ernährung und Jagd
Afrikanische Lungenfische sind Fleischfresser. Die Nahrung besteht aus Krebstieren, Weichtieren und Insektenlarven. Größere Arten ernähren sich auch von Fischen und von Artgenossen. An ihre Beute schleichen sie sich in langsamem Tempo heran oder sie lauern in Hinterhalten. Wenn die Beute nah genug ist, wird sie mit einem kräftigen Ruck ins Maul gesaugt. Danach kauen sie die Nahrung durch, speien sie aus und saugen sie wieder ins Maul zurück, sodass die Nahrung gut zerkleinert ist, bevor sie verschluckt wird.

## Trockenzeit
Bevor die Trockenzeit anbricht, vergräbt sich der Afrikanische Lungenfisch. Indem er seinen Körper gegen die Wand presst, gräbt er einen senkrechten (vertikalen) Gang in die tieferen Schlammschichten, vorwiegend in Sümpfen. Der Schlamm wird über das Maul aufgenommen und über die Kiemenöffnungen wieder ausgeschieden. Ist der Gang groß genug für den Afrikanischen Lungenfisch, dreht der Fisch den Vorderkörper um 180 Grad und liegt mit dem Maul birnenförmig nach oben. In regelmäßigen Abständen taucht der Fisch aus der Höhle auf, um nach Luft zu schnappen, und verkriecht sich wieder in die Höhle. Dieser Vorgang wird solange fortgeführt, bis der Wasserstand auf ein Niveau unterhalb des Mauls abgesunken ist. Dann verbleibt der Fisch in der Höhle und scheidet große Mengen von Schleim aus. Wenn das Gewässer austrocknet, trocknet auch der Schleim um den Fisch zu einem dünnen Kokon, der den Fisch vor dem Austrocknen bewahrt. Am oberen Ende des Kokons befindet sich eine kleine Öffnung, die der Fisch mit seinem Schwanz freihält. Diese Öffnung mündet über einen Trichter ins Maul des Fisches und ermöglicht es ihm Sauerstoff aufzunehmen. In diesem Zustand verbringt er, je nach Dauer der Trockenzeit, mehrere Monate. Diese Überlebensstrategie, Schleim zu bilden für einen schützenden Kokon, ist bei dem Äthiopischen Lungenfisch seltener, da er nicht so häufig von Trockenzeiten betroffen ist. Seine Höhlen bleiben vorwiegend mit Wasser bedeckt.
Während des tranceähnlichen Sommerschlafes ernährt sich der Fisch von den Muskelpartien des Schwanzes, in denen viel Eiweiß eingelagert ist. Durch diese Ernährungsweise kann sich das Gewicht des Fisches auf die Hälfte reduzieren.

## Fortpflanzung
Die Laichzeit ist in bestimmten Jahreszeiten und findet bei großen Mengen von Niederschlägen statt.
Dabei werden die Nester in 40 Zentimeter tiefen, senkrechten oder diagonalen Gängen angelegt. Das Nest des Afrikanischen Lungenfisches ist U-förmig und besteht aus zwei senkrechten Gängen. Zwischen den Gängen besteht eine Kammer, in der das Weibchen die Eier ablegt. Die Öffnungen der Gänge können unter Wasser oder über Wasser liegen.

## Arten
- Äthiopischer Lungenfisch (Protopterus aethiopicus (Heckel, 1851))
- Ostafrikanischer Lungenfisch (Protopterus amphibius (Peters, 1844))
- Westafrikanischer Lungenfisch (Protopterus annectens (Owen, 1839))
- Kongo-Lungenfisch (Protopterus dolloi (Boulenger, 1900))